# 방일수
방일수(1940년 ~ )는 대한민국의 남성 연극배우 겸 희극배우이다.

## 이력
1963년 연극배우 첫 데뷔하였고 1970년 TBC 동양방송 TV 프로그램에 첫 출연하였다.